# 안젤라 애셔

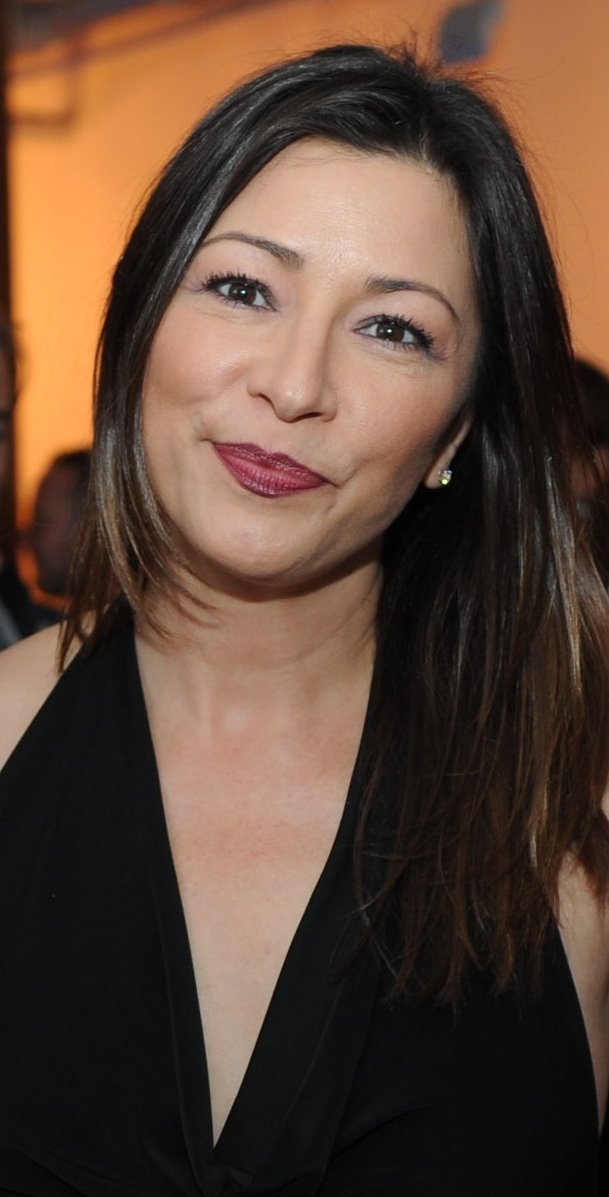

안젤라 애셔(Angela Asher, 1950년 ~ )는 캐나다의 배우이다.

## 영화
- 온리 아이... (2015년)
- 우리는 더 원해 (2013년) - 카렌 역
- 어 터치 오브 그레이 (2009년)
- 트루 블루 (2001년)
- 종횡사해 2 (1996년)
- 머니 게임 (1995년)